# Palmares (cantão)
Palmares é um cantão da Costa Rica, situado na província de Alajuela, entre Pococí, Guácimo, Siquirres e Matina ao norte; Limón e Talamanca ao leste; Jiménez, Alvarado, Oreamuno e Paraíso ao oeste; e Pérez Zeledón ao sul. Sua capital é a cidade de Palmares. Possui uma área de 38,06 km² e sua população está estimada em 37.471 habitantes.

## Divisão política

Distritos de Palmares

Atualmente, o cantão de Palmares possui 7 distritos:
|   | Nome do Distrito |
| - | ---------------- |
| 1 | Palmares         |
| 2 | Zaragoza         |
| 3 | Buenos Aires     |
| 4 | Santiago         |
| 5 | Candelaria       |
| 6 | Esquipulas       |
| 7 | La Granja        |